# K Line
Kawasaki Kisen Kaisha, Ltd. (japonsko 川崎汽船株式会社; AAR oznake KMEU, KKLU, KKLZ, KPLU) je japonsko podjetje, ki se ukvarja s transportom primarno japonskih dobrin po celem svetu. Podjetje opravlja različne vrste transporta (ladijski transport, ladijski transport in železniški transport).
Je deseto največje zabojniško-transportno in ladijsko podjetje na svetu. Ustanovljeno je bilo 5. aprila 1919. Trenutno je podjetje vredno 29.689 milijonov jenov in delnice podjetja so na trgu v naslednjih borzah: Tokio, Osaka, Nagoja, Fukuoka, Frankfurt in Bruselj).